# Uhrmachers Haus

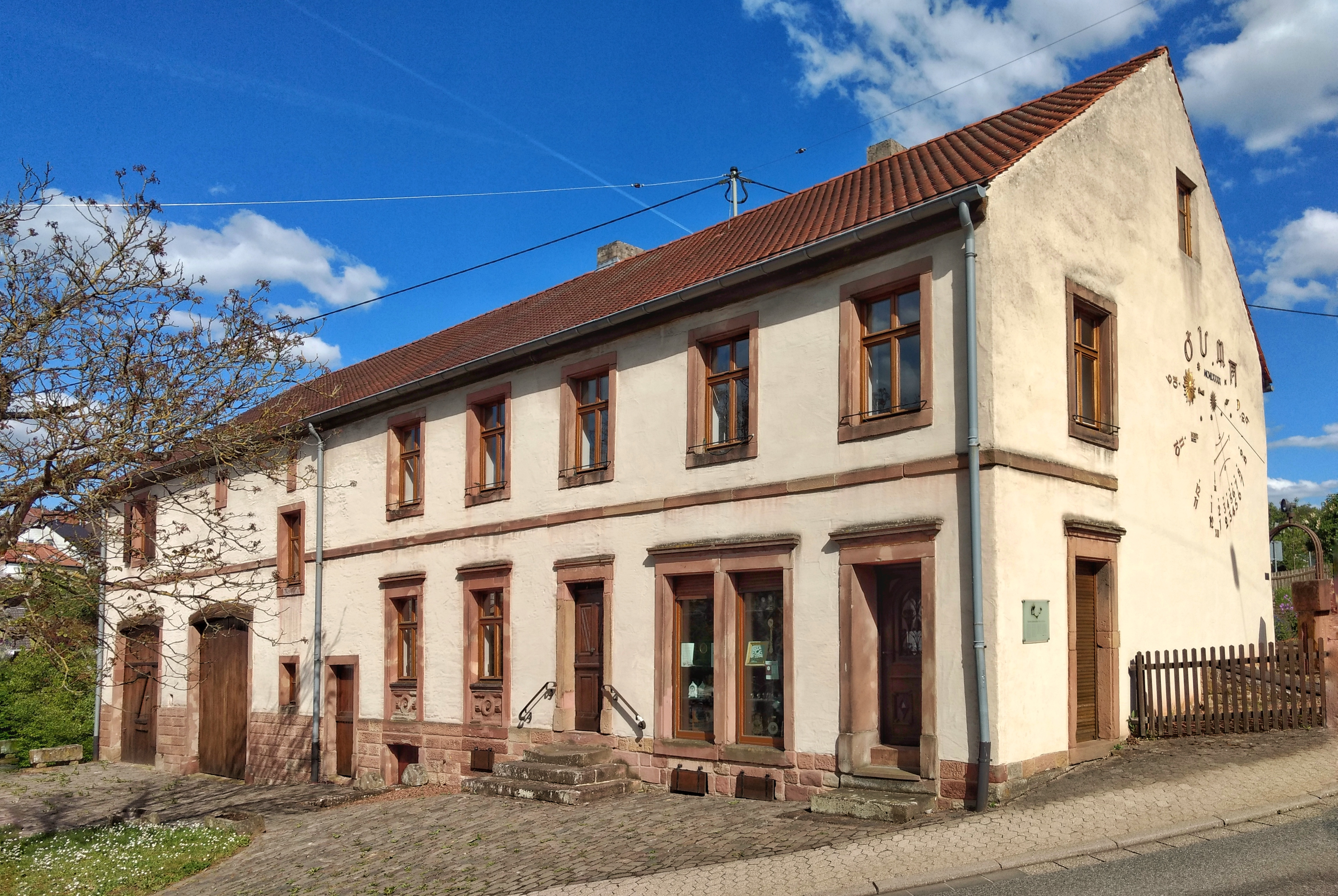
Uhrmachers Haus im Püttlinger Ortsteil Köllerbach

Uhrmachers Haus (auch Uhrmacher Ottos Haus) ist ein ehemaliges Bauernhaus in der Engelfanger Straße 3 im Püttlingener Ortsteil Köllerbach und Sitz des Saarländischen Uhrenmuseums. Das Gebäude steht unter Denkmalschutz und ist Teil der Barockstraße SaarPfalz.

## Geschichte
Das Haus in der Engelfanger Straße 3 wurde 1814/15 von dem Uhrmacher Johann Peter Frantz auf den Fundamenten der ehemaligen Schäferei der Burg Bucherbach im Stil eines südwestdeutschen Quereinhaus erbaut. Als Otto Wilhelm Franz, der letzte Uhrmacher der Familie Fran(t)z, 1985 starb, schenkte die Familie das Haus der Stadt Püttlingen 1985.

## Architektur
Das südwestdeutsche Einhaus mit Satteldach steht quer zur Straße. Im vorderen Bereich ist das Wohnhaus, dahinter die Scheune. Auf der Giebelseite befindet sich neben einem Seiteneingang auch eine große Sonnenuhr. Das Wohnhaus besitzt 5 Fensterachsen mit Sprossenfenstern und Sandsteinlaibung. Die Fassade zwischen Erdgeschoss und 1. Stock ist durch ein schmales Sandsteinsims geteilt. Im Erdgeschoss waren bodenlange schmale Fenster (eventuell Schaufenster) verbaut, von denen teilweise aber nur noch die Laibung besteht. Die Scheune besitzt zwei große Holztore. 
Die Räume werden von niedrigen Balkendecken beherrscht.

## Museum

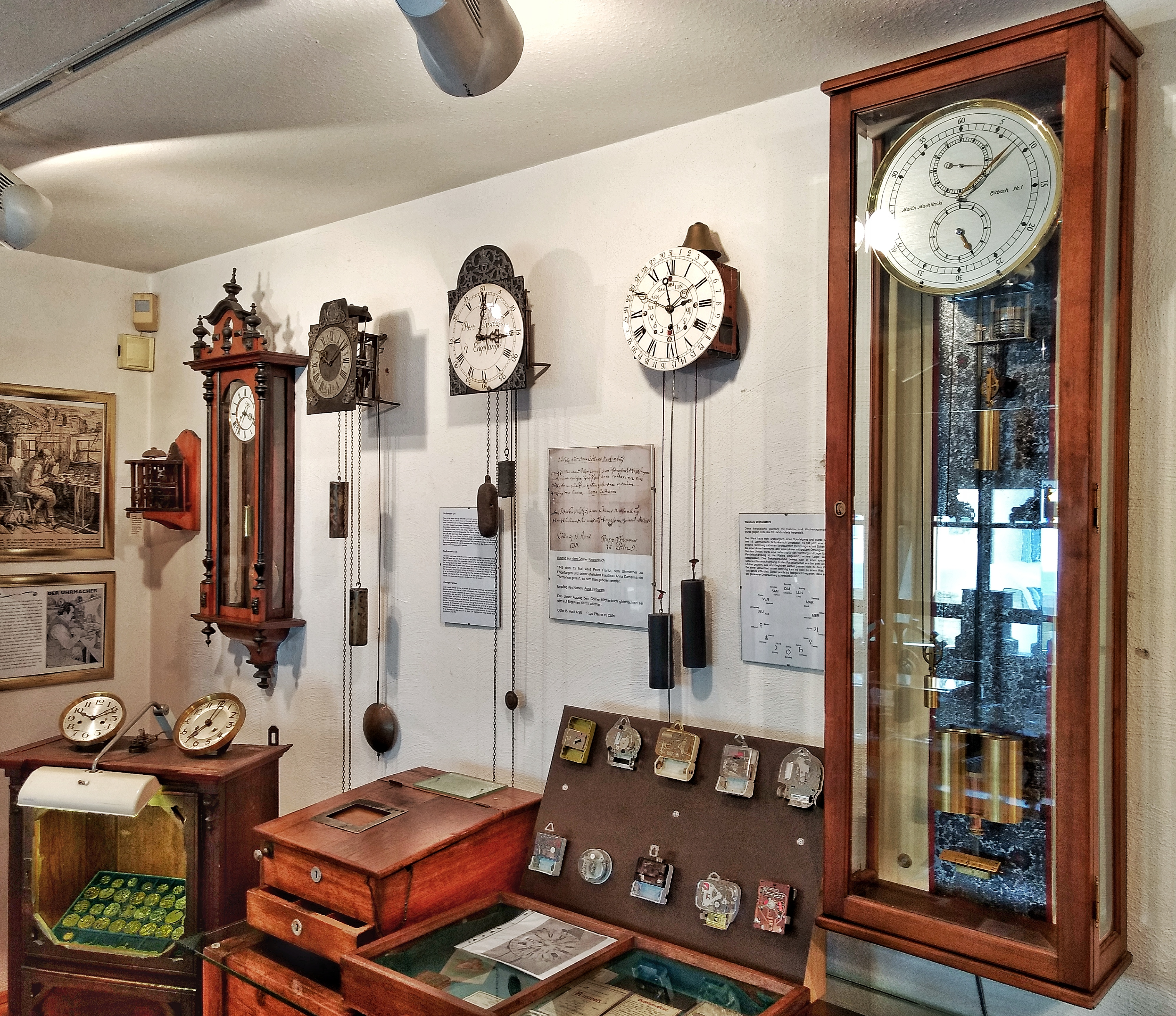
Exponate im Uhrenmuseum

Johann Peter Frantz aus Walpershofen heiratete 1740 Katharina Lautenbach, die Tochter des Schmiedes, Uhrmachers und „herrschaftlichen Meyers“ Hans Dietrich Lautenbach aus Engelfangen. Frantz führte das Handwerk seines Schwiegervaters fort und begründete eine Dynastie von Uhrmachern, die nicht nur Uhren reparierten, sondern auch selbst anfertigten. Auf Grund dieser Tradition heißt das Haus im Volksmund „Uhrmachers Haus“. 
Im März 1989 gründeten interessierte Uhrensammler den „Freundeskreis alter Uhrmacherkunst e.V.“  und beschlossen den Aufbau und den Betrieb eines „Saarländischen Uhrenmuseums“ zum Ziel setzte. Nach einer Sanierung eröffnete 1992 das Saarländische Uhrenmuseum. Das Haus verfügt sowohl über eine komplette Einrichtung an Möbeln und Gerätschaften eines bäuerlichen Haushaltes um 1900, als auch über eine vollständig eingerichtete Uhrmacherwerkstatt, welche die Familie Franz seit Generationen betrieben hatte. Außerdem beleuchtet das Museum in neun Räumen die Entwicklung der Zeitmessung von der Antike bis zur Gegenwart mit etwa 1500 Exponaten.
Der alte Scheunentrakt wird im Obergeschoss als Festsaal genutzt. Darüber hinaus gibt es zwei kleinere Versammlungsräume.